# Орден Республіки Тува
Орден Республіки Тува — найвища державна нагорода Республіки Тува. Установлений законом Республіки Тува від 24 грудня 1992 року № 388 «Про державні нагороди Республіки Тува».

## Статут ордена

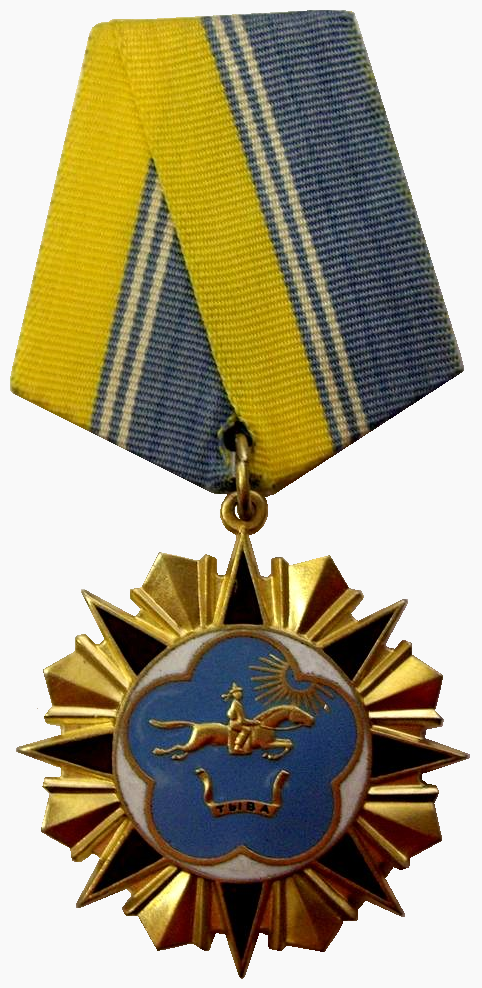

Орден Республіки Тува є вищою державною нагородою Республіки Тува за особливі заслуги у виробничій, громадській діяльності, соціально-культурному розвитку республіки, зміцненні дружби та інтернаціонального виховання, забезпечення безпеки, захисту життя і здоров'я громадян, а також схоронності всіх форм і за інші особливо видатні заслуги перед республікою.
Орденом Республіки Тува нагороджуються громадяни Російської Федерації, а також можуть бути нагороджені особи, що не є громадянами Російської Федерації.
Нагородження орденом Республіки Тува проводиться:
- за великі досягнення в розвитку промисловості, сільського господарства, будівництва, транспорту, зв'язку, торгівлі та інших галузей народного господарства, а також державно-кооперативної, підприємницької, фермерської та аратської діяльності;
- за особливі заслуги в галузі науки, культури, літератури і мистецтва, зміцнення правопорядку, законності і забезпечення безпеки, успіхи у навчанні і вихованні підростаючого покоління, підготовці висококваліфікованих кадрів, медичному обслуговуванні населення, розвитку фізичної культури і спорту;
- за активну діяльність, спрямовану на розвиток і поглиблення всебічних дружніх, економічних, науково-технічних і культурних зв'язків з республіками СНД та іншими державами;
- за особливо плідну державну і громадську діяльність;
- за інші особливо видатні заслуги перед республікою.

Нагородження орденом Республіки Тува проводиться Указом Голови — Голови Уряду Республіки Тува за поданням трудових колективів, представницьких органів муніципальних утворень, глав адміністрацій, міністерств, а також громадських організацій Республіки Тува.
Нагороджений орденом Республіки Тува може бути знову нагороджений.
Нагородженому орденом Республіки Тува видається одноразова грошова винагорода в розмірі 50000 рублів з республіканського бюджету.
Нагородженому орденом Республіки Тува видається посвідчення до ордена.
Орден Республіки Тува носиться на лівій стороні грудей.
Позбавлення ордена Республіки Тува провадиться Указом Голови — Голови Уряду Республіки Тува.

## Опис ордена
Відомчі нагороди

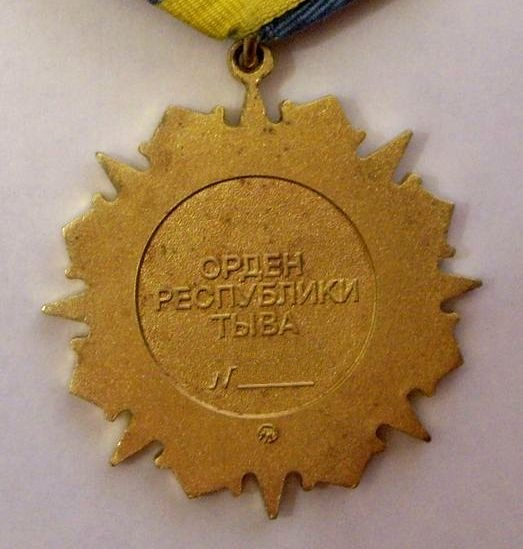
Реверс ордена Республіки Тува

Орден Республіки Тува являє собою опуклу позолочену восьмипроменеву зірку. Кінці зірки, виконані у вигляді позолочених променів, які розходяться від центру, чергуються з широкими кінцями, покритими емаллю і обмеженими по контуру срібними оксидированими гострими кутами.
У центральній частині ордена зображені позолочений вершник і сонце на блакитному тлі, облямовані срібною оксидованою облямівкою, що зображує форму державного герба Республіки Тува.
Розміри ордена між протилежними гладенькими кінцями зірки 45 мм, а між променистими — 42 мм, діаметр кола — 30 мм.
На зворотному боці ордена напис «Орден Республики Тыва».
Орден за допомогою вушка і кільця з'єднується з п'ятикутною колодкою завширшки 45, висотою 25 мм, з конусом до 20 мм, обтягнутою шовковою муаровою стрічкою синього і жовтого кольорів з білими смужками, у відповідності з кольорами Державного прапора Республіки Тува.
Колодка має на зворотному боці шпильку для прикріплення ордена до одягу.
Стрічка до ордена Республіки Тува шириною 24 мм і висотою 10 мм, шовкова муарова блакитного, білого та жовтого кольорів у відповідності з кольорами Державного прапора Республіки Тува (смуги, відповідно, жовта по 5 мм, біла 2,5 мм, середня блакитна — 2,5 мм, а решта — блакитного кольору).